# Nanquín
Nanquín o Nanjing (en xinès: 南京, pinyin: Nánjīng, Wade-Giles: Nan-ching, transcripció antiga: Nanking) és la capital de la província de Jiangsu, a la República Popular de la Xina. Està situada a la vora dreta del Iang-Tsé, és la segona ciutat més gran de la regió després de Xangai, situada més a l'est. És un important nus ferroviari i un port actiu. Hi ha refineria de petroli, indústries tèxtils, químiques, de fertilitzants, de tractors, de plàstics i alimentàries. Posseeix un important observatori astronòmic.

## Història
La ciutat és una de les viles més antigues del sud de la Xina. Segons la llegenda, va ser fundada l'any 495 aC per un dels reis de l'estat de Wu, Fu Chai, que li va donar el nom de Yecheng. Conquerida pel país de Yue el 473 aC, va rebre el nom de Yuecheng. El 333 aC, va ser l'estat de Chu qui va ocupar la ciutat fent fora als de Yue i donant el nom de Giuling Yi a la ciutat.
Nanquín va esdevenir capital el 229, quan Sun Quan del regne de Wu va desplaçar sa capital cap a Jianye, com a extensió de Jinling Yi el 211, durant el període dels Tres Regnes. Després de la invasió dels Cinc Ancians de Wu, els nobles i els rics de la dinastia Jin (265-420) van fugir a l'altra banda del Iang-Tsé i establiren la seva capital a Nanquín, anomenada llavors Jiankang. Nanquín va ser llavors la capital del sud de la Xina durant el període de divisió nord-sud, fins que la dinastia Sui va reunificar la Xina i va destruir la ciutat.

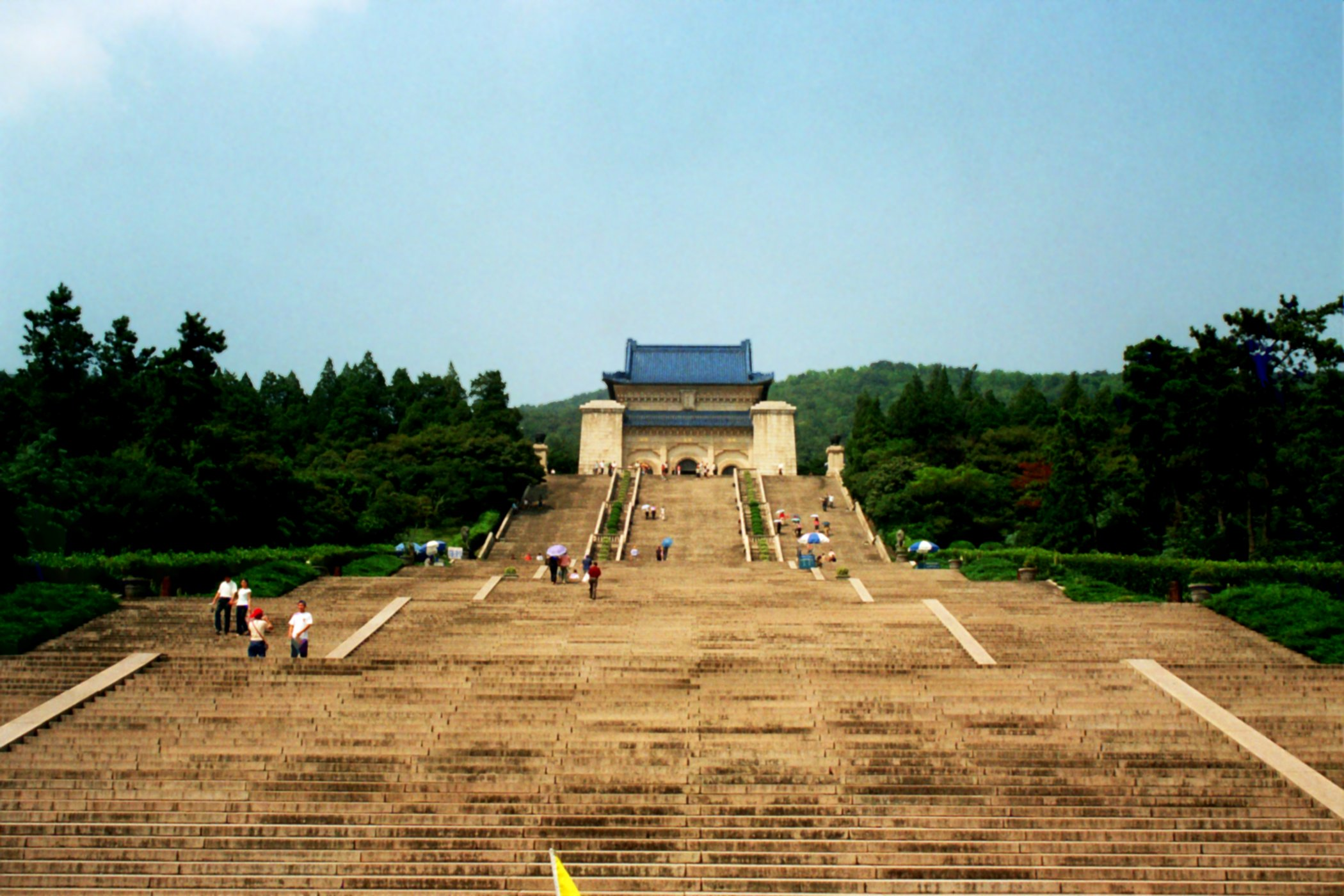
Mausoleu de Sun Yat-sen

La ciutat fou reconstruïda durant la dinastia Tang, i va tornar a ser capital durant el regnat episòdic del regne dels Tang del Sud (937-975). La indústria de Jiankang es va desenvolupar per arribar a la seva plenitud sota la dinastia Song, per bé que va estar amenaçada constantment pels invasors estrangers.
Es convertí en ciutat imperial sota la dinastia Ming. El 1368 el primer emperador de la dinastia Ming, Zhu Yuanzhang, li donà el nom de Yingtien i la feu la seva capital, però fou coneguda popularment com a Nanjing (capital del sud).
El 1403, Yongle, el tercer emperador de la dinastia Ming traslladà la capitalitat a Pequín (capital del nord), procés que finalitza en 1421, i Nanquín adoptà la denominació de Kiangsing, que mantingué durant el període de la dinastia Qing.
Ocupada pels britànics el 1842, el 1858 fou declarada port franc, que no fou efectiu fins al 1894. Durant la Rebel·lió Taiping, la ciutat fou ocupada pels rebels, que la convertiren en la seva capital des del 1853 fins que se n'ensenyoriren els britànics el 1864.
Durant la Revolució Republicana Xinesa fou capturada per les forces de Sun Yat-sen el 1912 i la ciutat serví com a capital provisional. El 1927 caigué en mans de les forces nacionalistes i substituí Pequín com a capital nacional el 1928. Ocupada pels japonesos el desembre de 1937, durant la Segona Guerra Sinojaponesa, van massacrar els soldats i els civils després de la seva victòria contra els xinesos, i hi instal·laren la capital del govern de Wang Tsing-wei (1938 – 1945). Ocupada pels comunistes el 1949, és des d'aleshores capital provincial.

## Geografia

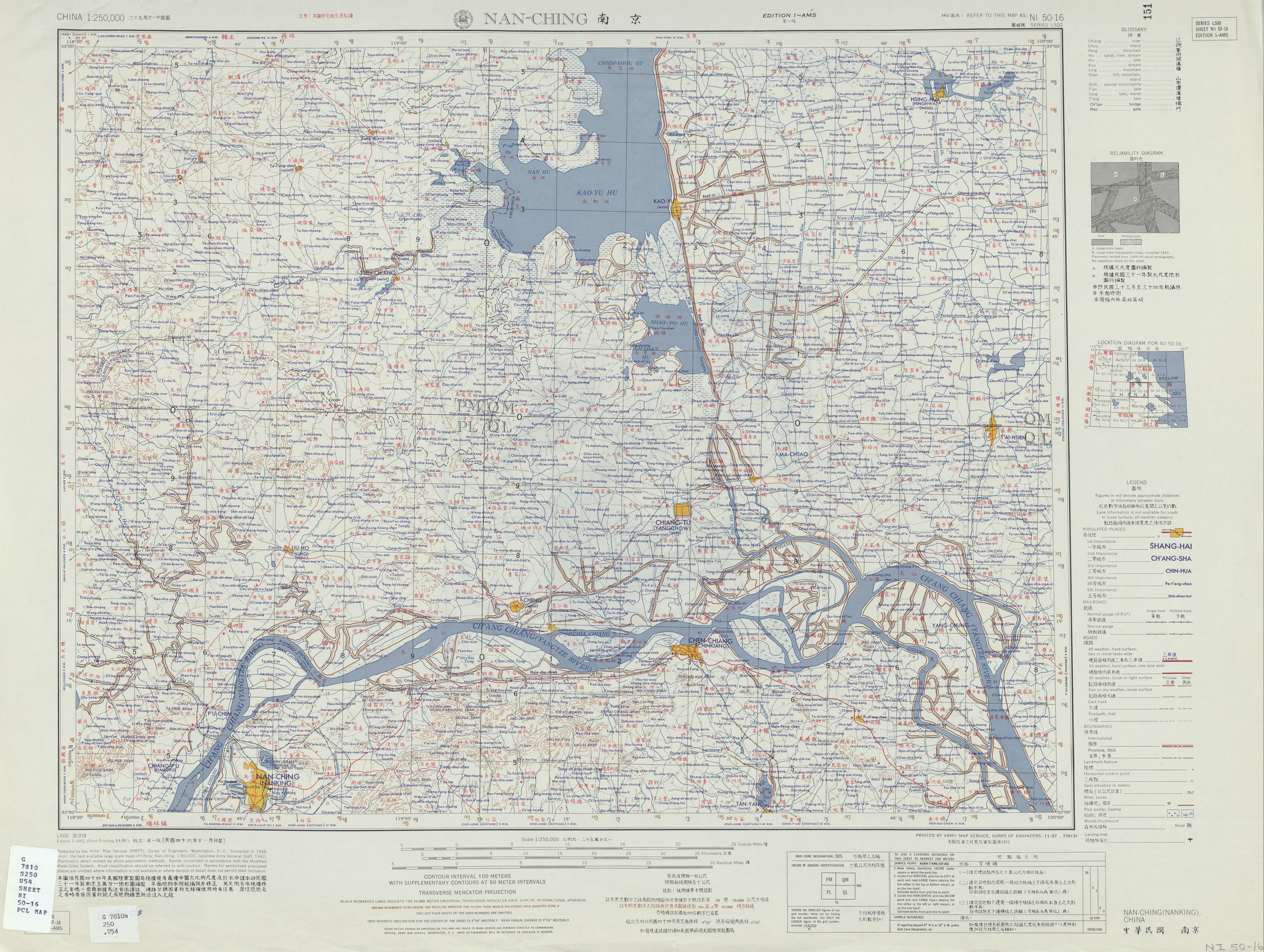
Mapa que inclou Nanquín (etiquetat com a南京NAN-CHING (NANKING) (Emmurallat)) (AMS, 1955)

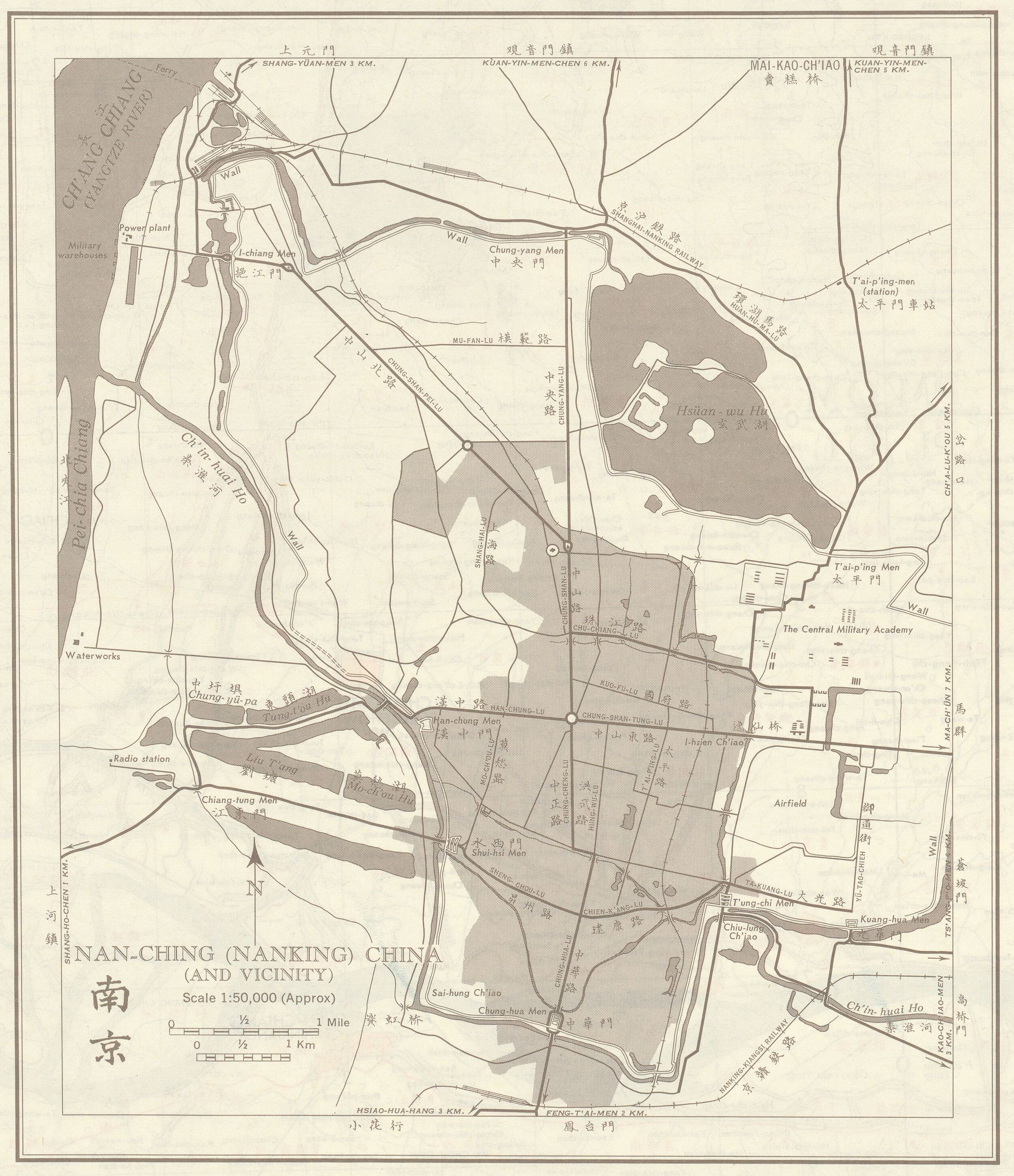
Mapa de Nanquín (etiquetat com a南京NAN-CHING (NANKING))

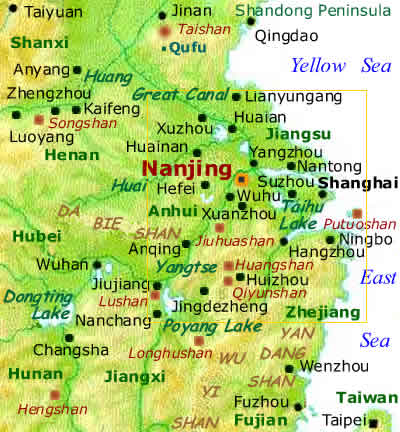
Regió de Nanquín: conca inferior del Iang-Tsé i Xina oriental.

Nanquín, amb una superfície total de 6,598 km², es troba al cor de l'Conca hidrogràfica del curs inferior del riu Iang-Tsé i al delta del riu Iang-Tsé, una de les zones econòmiques més grans de la Xina. El riu Iang-Tsé passa pel costat oest i després pel costat nord de la ciutat de Nanquín, mentre que la cresta de Ningzheng envolta els costats nord, est i sud de la ciutat. La ciutat és a 650 km (400 mi) al sud-est de Luoyang, 900 km al sud-sud-est de Pequín, 270 km a l'oest-nord-oest de Xangai, i 1,200 km a l'est-nord-est de Chongqing. El riu Iang-Tsé flueix aigües avall des de Jiujiang, Jiangxi, passant per Anhui i Jiangsu fins al mar de la Xina Oriental. La part nord de la conca de drenatge inferior del Iang-Tsé és la conca del riu 
 i la part sud és la conca del riu Zhe; estan connectats pel Gran Canal a l'est de Nanquín. L'àrea al voltant de Nanquín s'anomena Xiajiang (下江, Downstream River), amb Jianghuai dominant a la part nord i Jiangzhe dominant a la part sud. La regió també és coneguda com a Dongnan (东南, sud-est, sud-est) i Jiangnan (江南, i River South, South of Yangtze).
Nanquín limita amb Yangzhou al nord-est (una ciutat aigües avall quan segueix la riba nord del Iang-Tsé); Zhenjiang a l'est (una ciutat aigües avall en seguir la riba sud del Iang-Tsé); i Changzhou al sud-est. Al seu límit occidental hi ha Anhui, on Nanquín limita amb cinc ciutats en l'àmbit de la prefectura: Chuzhou al nord-oest, Wuhu, Chaohu i Ma'anshan a l'oest i Xuancheng al sud-oest.
Nanquín es troba a la intersecció del riu Iang-Tsé, una artèria de transport d'aigua est-oest, i el ferrocarril Nanquín-Beijing, una artèria de transport terrestre nord-sud, d'aquí el nom de «porta de l'est i l'oest, la gola del sud i del nord». A més, la part oest de la serralada de Ningzhen es troba a Nanquín; la muntanya Zhong, semblant a Loong, s'enrosca al voltant del costat est de la ciutat, mentre que la muntanya de pedra semblant a un tigre s'ajupi a l'oest de la ciutat, d'aquí el nom «la muntanya Zhong, un drac que s'enrosca, i la muntanya de pedra, un tigre ajupit».

### Clima i medi ambient

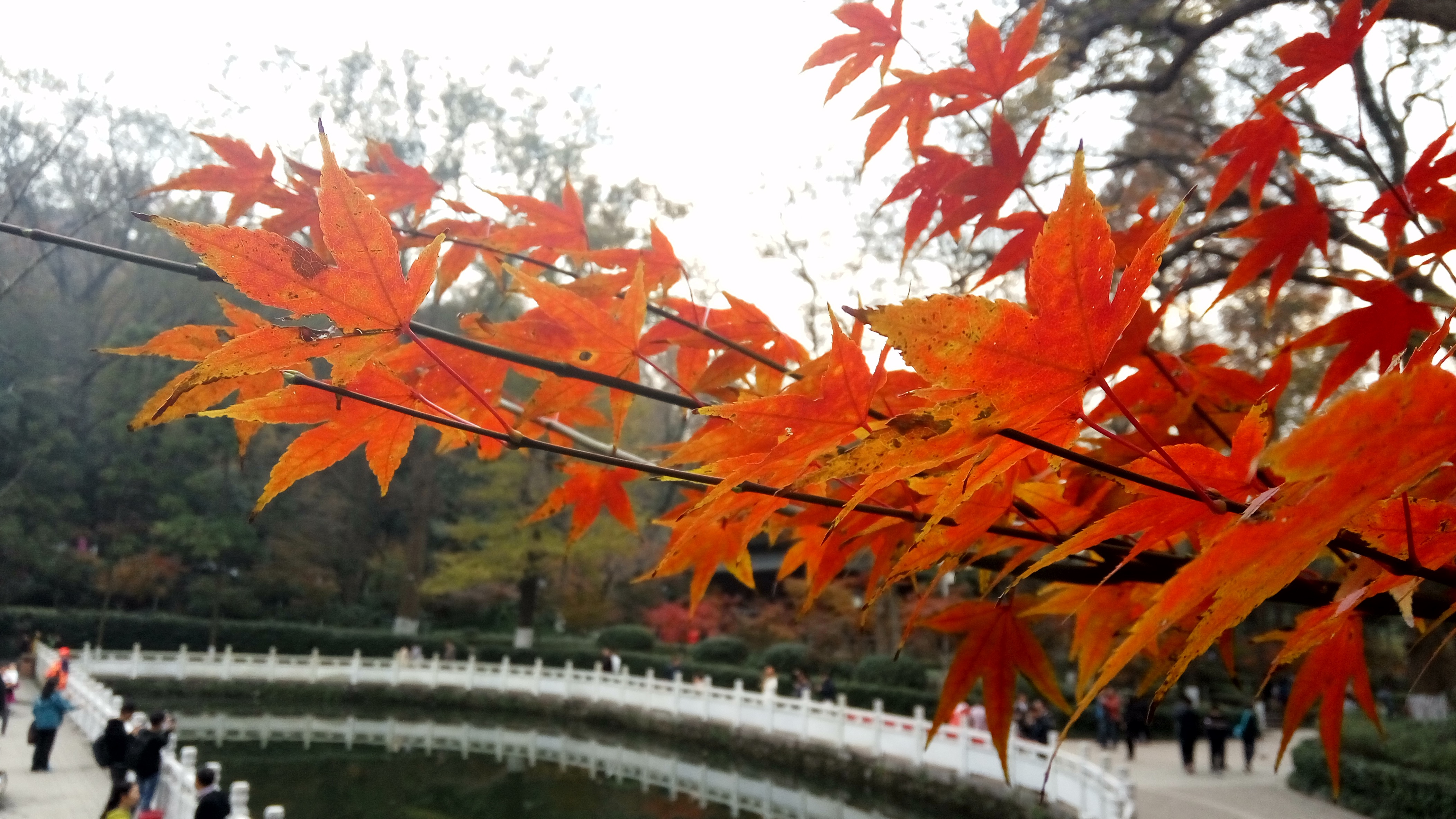
Fulles d'auró de tardor al temple de la muntanya de Qixia.

Nanquín té un clima subtropical humit (Köppen Cfa) i està influenciat pel monsó d’Àsia oriental. Les quatre estacions són diferents, amb condicions humides observades durant tot l'any, estius molt calorosos i bogosos, hiverns freds i humits i, entremig, la primavera i la tardor tenen una durada raonable. Juntament amb Chongqing i Wuhan, Nanquín es coneix tradicionalment com un dels «Tres Forns» al llarg del riu Iang-Tsé per les temperatures perennes altes a l'estiu. No obstant això, el temps des de mitjans de juny fins a finals de juliol és l'època de floració de l'albercoquer japonès en la qual es produeix la meiyu (estació de pluges de l'Àsia oriental; literalment «pluja de prunes»), durant la qual la ciutat també experimenta un període de pluja suau, com humitat. Des que es va fer el registre meteorològic l'any 1905, la temperatura ha experimentat un canvi, primer pujant, després baixant i pujant. A l'hivern predomina el vent del nord-est. La temperatura mitjana al gener és de 2,7 °C i la temperatura mínima diària extrema és −14,0 °C, que es va donar el 6 de gener de 1955. A l'estiu predomina el vent del sud-est, amb una temperatura mitjana de 28,1 °C al juliol i una temperatura màxima diària extrema de 43,0 °C, que es va donar el 13 de juliol de 1934. El nombre de dies de precipitació superior a 0,1 mm va ser de 113,7 dies, i els dies de precipitació màxima extrema anual van ser de 160 dies el 1957. La precipitació mitjana anual va ser 1.090,4 mm.
Els tifons són poc freqüents, però possibles a les últimes etapes de l'estiu i la primera part de la tardor. La temperatura mitjana anual és d'uns 15,91 °C, amb la temperatura mitjana mensual de 24 hores que oscil·la entre 2,7 °C al gener fins als 28,1 °C al juliol. Els extrems des de 1951 han oscil·lat entre −14,0 °C el 6 de gener de 1955 als 40,7 °C el 22 d'agost de 1959. La precipitació mitjana cau en 115 dies de l'any, i la pluviometria mitjana anual és de 1.090 mm. Amb un percentatge mensual de sol possible que va des del 37 % al març fins al 52 % a l'agost, la ciutat rep 1.926 hores de sol brillant anualment. Nanquín està dotat de rics recursos naturals, que inclouen més de 40 tipus de minerals. Entre elles, les reserves de ferro i sofre en constitueixen 40 dels de la província de Jiangsu. Les seves reserves d'estronci ocupen el primer lloc a l'est d'Àsia i la regió del sud-est asiàtic. Nanquín també té abundants recursos hídrics, tant del riu Iang-Tsé com d'aigües subterrànies. A més, té diverses aigües termals naturals com les aigües termals de Tangshan a Jiangning i les aigües termals de Tangquan a Pukou.
Sun Yat-sen va resumir i lloar una vegada la característica de Nanquín al seu llibre El desenvolupament internacional de la Xina (建國方略):{{cita|Nanquín era l'antiga capital de la Xina abans de Pequín, i està situada en una localitat privilegiada que inclou muntanyes altes, aigües profundes i una gran plana plana, un lloc rar que es pot trobar a qualsevol part del món. També es troba al centre d'un país molt ric a banda i banda del baix Iang-Tsé. Per ser més exactes, envoltada pel riu Iang-Tsé i les muntanyes, l'àrea urbana de la ciutat gaudeix del seu entorn natural paisatgístic. El llac Xuanwu i el llac Mochou es troben al centre de la ciutat i són fàcilment accessibles per al públic, mentre que la Muntanya Porpra està coberta de boscos caducifolis i de coníferes que conserven diversos llocs històrics i culturals. Mentrestant, s'està construint un canal d'aigües profundes del riu Iang-Tsé per permetre a Nanquín gestionar la navegació de 50.000 vaixells DWT del mar de la Xina Oriental.

### Qüestions ambientals, 2013
Una onada densa de smog va començar a les parts centrals i est de la Xina el 2 de desembre de 2013 a una distància d'uns 1.200 km, incloent Tianjin, Hebei, Shandong, Jiangsu, Anhui, Xangai i Zhejiang. La manca de flux d'aire fred, combinada amb masses d'aire de moviment lent que transporten emissions industrials, van recollir els contaminants de l'aire per formar una gruixuda capa de smog a la regió. El fort smog va contaminar molt el centre i el sud de la província de Jiangsu, especialment Nanquín i als voltants, amb el seu índex de contaminació AQI a "greument contaminat" durant cinc dies seguits i "molt contaminat" durant nou. El 3 de desembre de 2013, els nivells de partícules PM2,5 de mitjana superen els 943 micrograms per metre cúbic, caient a més de 338 micrograms per metre cúbic el 4 de desembre de 2013. Entre les 3:00 3 de desembre i 14.00 h pm, 4 de desembre, hora local, es van tancar diverses autopistes des de Nanquín a altres ciutats de Jiangsu i van quedar encallats desenes d'autobusos de passatgers a l'estació d'autobusos de Zhongyangmen. Del 5 al 6 de desembre, Nanquín va emetre una alerta vermella per contaminació de l'aire i va tancar tots els jardins d'infants fins a les escoles secundàries. Els serveis ambulatoris de l'Hospital Infantil van augmentar en 33 percentatge; la incidència general de bronquitis, pneumònia, infeccions del tracte respiratori superior va augmentar significativament. El smog es va dissipar el 12 de desembre. Els funcionaris van culpar la densa contaminació a la manca de vent, les emissions d'escapament dels automòbils a baixa pressió atmosfèrica i el sistema de calefacció de districte alimentat amb carbó al nord de la Xina. Els vents dominants van bufar masses d'aire baixes d'emissions de fàbriques (principalment SO₂) cap a la costa est de la Xina.

## Govern
Actualment, el nom complet del govern de Nanquín és «Govern popular de la ciutat de Nanquín» i la ciutat està sota el govern unipartidista del PCC, amb el secretari del Comitè de Nanquín del PCC com a governador de facto de la ciutat i alcalde com a cap executiu del govern que treballa sota el secretari.

### Divisions administratives
La ciutat subprovincial de Nanquín està dividida en 11 districtes.
| Subdivisió                                                          | xinès    | Hanyu Pinyin | Població (2010) | Àrea (km²) | Densitat (/km²) |
| ------------------------------------------------------------------- | -------- | ------------ | --------------- | ---------- | --------------- |
| Ciutat                                                              |          |              |                 |            |                 |
| Districte de Xuanwu                                                 | 玄武区   | Xuánwǔ Qū    | 651.957         | 75,46      | 8.639,77        |
| Districte de Qinhuai                                                | 秦淮区   | Qínhuái Qū   | 1.007.992       | 49.11      | 20.525,19       |
| Districte de Jianye                                                 | 建邺区   | Jiànyè Qū    | 426.999         | 82,93      | 5.148,91        |
| Districte de Gulou                                                  | 鼓楼区   | Gǔlóu Qū     | 1.271.191       | 53.00      | 23.998,47       |
| Districte de Qixia                                                  | 栖霞区   | Qīxiá Qū     | 664.503         | 381.01     | 1.744,06        |
| Districte de Yuhuatai                                               | 雨花台区 | Yǔhuātái Qū  | 391.285         | 132,39     | 2.955,55        |
| Suburbà                                                             |          |              |                 |            |                 |
| Districte de Pukou                                                  | 浦口区   | Pǔkǒu Qū     | 710.298         | 910,49     | 780,13          |
| Districte de Jiangning                                              | 江宁区   | Jiāngníng Qū | 1.145.628       | 1.577,75   | 726.12          |
| Districte de Luhe                                                   | 六合区   | Lùhé Qū      | 915.845         | 1.470,99   | 622,60          |
| Districte de Lishui                                                 | 溧水区   | Lìshuǐ Qū    | 421.323         | 1063,67    | 396,10          |
| Districte de Gaochun                                                | 高淳区   | Gāochún Qū   | 417.129         | 790,23     | 527,86          |
| Total                                                               | Total    | Total        | 8.004.680       | 6587.02    | 1.215,22        |
| Districtes desapareguts: Districte de Baixia i Districte de Xiaguan |          |              |                 |            |                 |

## Economia

### Desenvolupament anterior
Hi va haver un conreu massiu a la zona de Nanquín des del període dels Tres Regnes fins a les dinasties del Sud. L'escassa població va portar a la terra, ja que es van concedir recompenses reials per a la gent de les regles. Al principi se'n van beneficiar els camperols sense terra, després els alts càrrecs i les famílies aristocràtiques. Atès que un gran nombre d'immigrants va inundar la zona, la recuperació era força habitual a les seves parts remotes, cosa que va promoure el seu desenvolupament agrícola.
Les indústries artesanes, en canvi, van tenir un creixement més ràpid. Especialment, la secció de tèxtils, hi havia uns 200.000 artesans del difunt Qing. Diverses dinasties van establir les seves oficines tèxtils Imperials a Nanquín. El brocat de Nanquín (南京云锦) és el seu producte exquisit com el drap per a les peces de vestir reials com les túniques de drac. Mentrestant, els setins de Nanquín eren anomenats «setins d'homenatge» («贡缎»), perquè normalment es pagaven com a tribut a la monarquia. A més, l'encunyació, la fabricació de paper i la construcció naval van créixer inicialment des del període dels Tres Regnes. Com que Nanquín era la capital de la dinastia Ming, les indústries es van expandir encara més, on tant empreses estatals com nombroses privades van servir a la cort Imperial. Diversos topònims de les restes de Nanquín van ser testimonis d'ells, com Wangjinshi (网巾市, el mercat ven wangjin), Guyilang (估衣廊, el passadís de negocis de roba), Youfangqiao (油坊桥, el pont prop d'un molí d'oli).
A més, el comerç a Nanquín també estava florint. El dibuix de la dinastia Ming Prosperous Nanjing (南都繁会图卷;) representa una escena de mercat animada plena de gent i plena de diversos tipus de botigues. No obstant això, els desenvolupaments econòmics van ser gairebé esborrats per la catàstrofe de la rebel·lió de Taiping.

### Temps moderns
A la primera meitat del segle xx després de l'establiment de la República de Corea, Nanquín va passar gradualment de ser un centre de producció a una ciutat de gran consum, principalment a causa de la ràpida expansió de la seva població rica després que Nanquín tornés a recuperar el focus polític de la Xina. Van sorgir una sèrie de grans magatzems com Zhongyang Shangchang, que van atraure comerciants de tota la Xina per vendre els seus productes a Nanquín. El 1933, els ingressos generats per la indústria alimentària i de l'entreteniment a la ciutat van superar la suma de la producció de la indústria manufacturera i agrícola. Un terç de la població de la ciutat treballava en la indústria de serveis.
A la dècada de 1950, el govern va invertir molt a la ciutat per construir una sèrie d'indústries pesants de propietat estatal, com a part del pla nacional d'industrialització ràpida, convertint-la en un centre de producció de la indústria pesant de l'est de la Xina. Excés d'entusiasme en la construcció d'una ciutat industrial «de classe mundial», el govern també va cometre molts errors desastrosos durant el desenvolupament, com ara gastar centenars de milions de iuans per extreure carbó inexistent, la qual cosa va provocar un creixement econòmic negatiu a finals dels anys seixanta. Des dels anys seixanta fins als vuitanta hi havia cinc indústries pilars, a saber, l'electrònica, l'automòbil, la petroquímica, el ferro i l'acer i l'energia, cadascuna amb grans empreses de propietat estatal. Després de la recuperació de l'economia de mercat de la Reforma i l'Obertura, les empreses estatals es van trobar incapaces de competir amb les empreses multinacionals eficients i les empreses privades locals, per tant, es van veure embolicades en un gran deute o obligades a la fallida o la privatització i això va donar lloc a un gran nombre de treballadors que tècnicament no estaven a l'atur, sinó efectivament sense feina.

### Avui
L'economia actual de la ciutat s'ha desenvolupat bàsicament a partir del passat. Les indústries de serveis són dominants, que representen al voltant del 60 % del PIB de la ciutat, i la indústria financera, la indústria de la cultura i la indústria turística són les 3 principals. Les indústries de la tecnologia de la informació, l'estalvi d'energia i la protecció del medi ambient, les noves energies, la xarxa elèctrica intel·ligent i la fabricació d'equips intel·ligents s'han convertit en indústries pilars. Les grans empreses civils inclouen Suning Commerce, Yurun, Sanpower, Fuzhong, Hiteker, 5stars, Jinpu, Tiandi, CTTQ Pharmaceutical, Nanjing Iron and Steel Company i Simcere Pharmaceutical. Les grans empreses estatals inclouen Panda Electronics, Yangzi Petrochemical, Jinling Petrochemical, Nanjing Chemical, Jincheng Motors, Jinling Pharmaceutical, Chenguang i NARI. La ciutat també ha atret inversions estrangeres, empreses multinacionals com Siemens, Ericsson, Volkswagen, Iveco, AO Smith i Sharp han establert les seves línies, i diverses multinacionals com Ford, IBM, Lucent, Samsung i SAP hi han establert un centre de recerca. Moltes empreses líders amb seu a la Xina com Huawei, ZTE i Lenovo tenen instituts clau d'R+D a la ciutat. Nanquín és un centre de recerca i desenvolupament de tecnologia industrial, que allotja molts centres i institucions d'R+D, especialment en àrees de tecnologia electrònica, tecnologia de la informació, programari informàtic, biotecnologia i tecnologia farmacèutica i tecnologia de nous materials.
En els últims anys, Nanquín ha estat desenvolupant la seva economia, comerç, indústria, així com la construcció de ciutats. El 2013 el PIB de la ciutat era de 801 RMB mil milions (tercer a Jiangsu) i el PIB per càpita (preu actual) va ser de 98.174 RMB (16.041 dòlars EUA), un 11 % d'augment respecte al 2012. La renda disponible mitjana del resident urbà era de 36.200 RMB, mentre que la mitjana d'ingressos nets del resident rural era de 14.513 RMB. La taxa d'atur urbà registrat va ser del 3,02 %, inferior a la mitjana nacional (4,3 %). El producte interior brut de Nanquín va ocupar el 12è lloc el 2013 a la Xina, i la seva competència global va ocupar el 6è lloc continental i el 8è, incloent-hi Taiwan i Hong Kong el 2009.
Zones industrials
Hi ha diverses zones industrials a Nanquín.
- Zona de desenvolupament de la indústria nova i d'alta tecnologia de Nanquín
- Zona industrial d'alta tecnologia de Nanquín Baixia
- Zona de desenvolupament econòmic i tecnològic de Nanquín

## Nanquín en la cultura catalana
El color d'alanquins és un «groc clar que tira a terra groga». El mot alanquins és una corrupció de Nanquín, nom de la ciutat xinesa, perquè diu que hi havia un teixit semblant als alanquins procedent d'aquella població (DCVB).

## Persones il·lustres
- Wang Ping (Directora de Cinema) (1916 - 1990)
- Wang Anyi (1954 -) escriptora. Premi Mao Dun de Literatura de l'any 2000.
- Zhang Xianliang (1936 - 2014), assagista, escriptor i poeta.
- Zhang Xinxin (1953 -) guionista, periodista i escriptora.
- Zhang Yuan (1963 -) director de cinema
- Fang Fang (1955 -) escriptora, Premi Lu Xun de Literatura de l'any 2010.
- He Nian